# أنجيلا هارولد
أنجيلا فيدوسيا هايوود (1935-1840) كاتبة وناشطة راديكالية، اشتُهرت بكونها من مناصري حركة الحب الحر وحقوق المرأة، وبانتسابها للحزب الاشتراكي والحركة الروحية، وبكونها مصلحة في الحركة العمالية ومؤيدة لإلغاء العبودية.

## النشأة
ولدت أنجيلا هايوود في ديرفيلد، نيوهامبشير نحو عام 1840. والدها دانيال تيلتون ووالدتها لوسي تيلتون. عمل والدها مزارعًا، أما والدتها فكانت مفكرة راديكالية تنحدر من سلالة الفيلسوف الإنجليزي جون لوك. علّمت لوسي أطفالها الستة الثقافة الجنسية منذ سن مبكرة، مشجعة إياهم على عدم استخدام العبارات الجنسية التلطيفية، أو التكتم في أحاديثهم الجنسية.
عندما عانت العائلة من الفقر، كسبت هايوود المال من عملها كخادمة في منزل القس جون برينس، ثم كمقدمة رعاية لطفل القس تشارلز ج. بوين من نيوبوريبورت، ماساتشوستس. منح هذا العمل هايوود فكرة عن أجور العمال، ما كان له تأثيره على آرائها اللاحقة حول الإصلاح في الحركة العمالية. امتلكت هايوود خبرة دينية في الثامنة عشرة من عمرها وكانت فاعلة في كنيستها، على الرغم من انتقادها الكنيسة بشدة في كتاباتها لاحقًا.
تلقت هايوود القليل من التعليم الرسمي، إلا أنها امتلكت وعيًا سياسيًا وانضمت إلى حركة إلغاء العبودية. التقت هايوود بزوجها عزرا هايوود من خلال هذا النشاط، وهو زميل مؤيد لإلغاء العبودية ومصلح ضمن الحركة العمالية. تزوج الاثنان في كنيسة جنوبية قديمة في بوسطن في 5 يونيو في عام 1865، وانتقلا إلى بلدة برينستون، ماساتشوستس، حيث اشتريا منزلًا كبيرًا وأدارا من هناك أعمال النشر الخاصة بهما. أنجبا أربعة أطفال هم: سايك وأنجيلو وفيستا وهرمز.

## حياتها المهنية
عملت أنجيلا وعزرا معًا من أجل نشر مجلة الكلمة: مجلة شهرية للإصلاح، بين مايو من عام 1872 وأبريل من عام 1839. أطلقا على عملهما ذاك اسم، شركة النشر التعاوني، وساءت سمعتهما في نهاية المطاف بسبب مناقشاتهما الصريحة حول المواضيع المحظورة.
تبنت مجلة الكلمة العديد من قضايا الحركات المختلفة، بما فيها حركة الحب الحر وحق المرأة في التصويت والاشتراكية والإصلاح في الحركة العمالية. نشرت المجلة مجموعة متنوعة من الأعمال مثل المقالات والافتتاحيات ومراجعات الكتب. كتب عزرا سلسلة من النشرات بعنوان روابط كيوبيد ووزعها، أدانت هذه النشرات مؤسسة الزواج واعتبرتها مؤسسة أقرب إلى استعباد المرأة.
كانت هايوود من الكتّاب الدائمين في مجلة الكلمة، واعتبرت نفسها «رسامة بالكلمات»، في إشارة منها إلى أفكارها الخاصة كنوع من «الأخلاقيات» أو «المعتقدات» التي يجب اتباعها. كتبت هايوود باستفاضة ضمن مجموعة متنوعة من المواضيع، لكنها اشتُهرت بكتاباتها عن الحياة الجنسية، وأعربت عن اعتقادها بوجود قواعد أخلاقية محددة يجب أن يتبعها كل من الرجال والنساء. ينطبق هذا الأمر بشكل خاص على الرجال، الذين تعتقد هايوود أنه يجب عليهم التحكم في رغباتهم الجنسية وتحمّل مسؤولية أفعالهم. وهذا يعني، من بين أمور أخرى، أن عليهم الاعتراف بأطفالهم غير الشرعيين بدلًا من تركهم وأمهاتهم يتعرضون للوصم بالعار من قبل المجتمع.
بحسب هايوود، تحتاج النساء إلى إدراك أنه من المسموح لهنّ أيضًا ممارسة الجنس من أجل المتعة الخالصة. إلا أنه وبالرغم من ذلك، أقرّت هايوود بالقوالب النمطية المتعلقة بالجنسين في ذلك الوقت في بعض النواحي. على سبيل المثال، بالرغم من تسليمها بأن النساء قادرات على الشعور «بالحماس» الجنسي، إلا أنها لم تعتقد أن من طبيعتهن التفكير في ممارسة الجنس دون حب، في حين أن الرجال أكثر قدرة على فعل ذلك.
بالإضافة إلى كتاباتها عن الجنس، دافعت هايوود عن حق المرأة في التصويت وطرحت من خلال كتاباتها مناقشات حامية ضد الاغتصاب. كانت مُصلحة في الحركة العمالية ونظرت إلى النساء الثريات على أنهن «فاسدات أخلاقيًا» لأنهنّ لا يعملن. دافعت بحماس عن العاهرات، ملقيةً اللوم على فقرهن ويأسهن من الرجال الذين عملوا على استغلالهن، بينما كان معظم الناس في ذلك الوقت يلقون باللائمة على النساء أنفسهن لممارستهن الدعارة.